# Heterangaeus spectabilis
Heterangaeus spectabilis là một loài ruồi trong họ Pediciidae. Chúng phân bố ở vùng sinh thái Palearctic.